# ۱٬۴-بنزوکینون
۱٬۴-بنزوکینون (به انگلیسی: 1,4-Benzoquinone) یک ترکیب شیمیایی است. شکل ظاهری این ترکیب، جامد زرد است.